# Muro dell’Asino

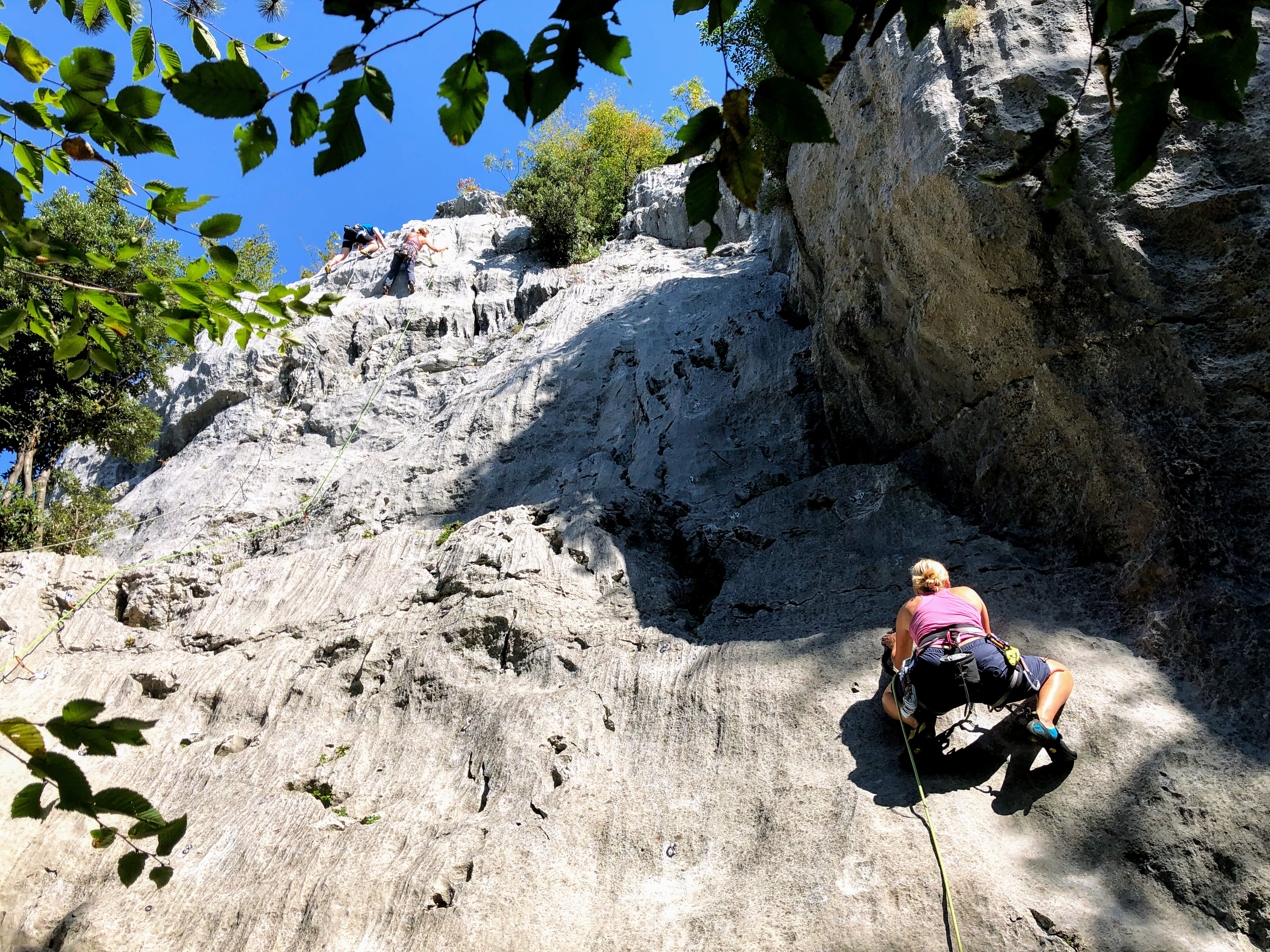
Sportklettern an der Muro dell’Asino

Die Muro dell’Asino (italienisch Eselsmauer) bezeichnet eine Felswand und Klettergarten an der Westseite des Monte Colodri bei Arco nördlich des Gardasees. Das Klettergebiet bietet Routen in Schwierigkeitsgraden 2b bis 7b.